# Ringo Starr and His Third All-Starr Band-Volume 1
Ringo Starr and His Third All-Starr Band-Volume 1 è il quattordicesimo album solista di Ringo Starr (il terzo live), uscito solo negli USA il 12 agosto 1997 su etichetta Blockbuster.
Terzo album live per Ringo Starr e la sua All-Starr Band, che questa volta comprende: Zak Starkey, John Entwistle, Billy Preston, Felix Cavaliere, Randy Bachman, Mark Ferner e Mark Rivera.
Registrato il 27 giugno 1995 alla Budokan, in Giappone. Nonostante il titolo, non ci sarà nessun Ringo Starr and His third All-Starr Band-Volume 2.

## Tracce
People got to be free, Boris the spider e You ain't seen nothin' yet appaiono sulla compilation The Anthology...So Far.
1. Ringo Starr – Don't Go Where the Road Don't Go – 4:52 (testo: Richard Starkey, Johnny Warman e Gary Grainger)
2. Ringo Starr – I Wanna Be Your Man – 3:25 (testo: John Lennon e Paul McCartney)
3. Ringo Starr – It Don't Come Easy – 3:55 (testo: Richard Starkey)
4. Mark Farner – The Loco-Motion – 3:24 (testo: Gerry Goffin e Carole King)
5. Billy Preston – Nothing from Nothing – 3:33 (testo: Billy Preston e Bruce Fisher)
6. Randy Bachman – No Sugar Tonight/New Mother Nature – 4:32 (testo: Randy Bachman e Burton Cummings)
7. Felix Cavaliere – People Got to Be Free – 4:53 (testo: Felix Cavaliere e Eddie Brigati)
8. John Entwistle – Boris the Spider – 2:41 (testo: John Entwistle)
9. Ringo Starr – Boys – 3:08 (testo: Luther Dixon e Wes Farrell)
10. Randy Bachman – You Ain't Seen Nothing Yet – 3:45 (testo: Randy Bachman)
11. Ringo Starr – You're Sixteen – 2:48 (testo: Robert B. Sherman e Richard M. Sherman)
12. Ringo Starr – Yellow Submarine – 3:45 (testo: John Lennon e Paul McCartney)